# 科爾林 (麻薩諸塞州)
科爾林（英語：Colrain）是一個位於美國麻薩諸塞州富蘭克林縣的鎮。

## 人口
根據2020年美國人口普查的數據，科爾林的面積為112.40平方千米，當中陸地面積為111.70平方千米，而水域面積為0.70平方千米。當地共有人口1606人，而人口密度為每平方千米14人。